# Rivière du Nord (vattendrag i Kanada, Québec, lat 46,20, long -73,89)
Rivière du Nord är ett vattendrag i Kanada.   Det ligger i provinsen Québec, i den sydöstra delen av landet, 160 km nordost om huvudstaden Ottawa. Rivière du Nord ligger vid sjön Lac Labelle.
I omgivningarna runt Rivière du Nord växer i huvudsak blandskog. Runt Rivière du Nord är det glesbefolkat, med 14 invånare per kvadratkilometer.